# Николо Пичини
Николо Пичини (на италиански: Niccolò Piccinni) е един от водещите оперни композитори в Италия и Франция през 18 век, представител на Неаполитанската школа. Известен е със значителния си принос за развитието на комичните опери, въпреки че е еднакво вещ и в драматичния стил на опера серия. Смятан е за един от майсторите на опера-буфа, като съчетава богатството на мелодия, грация и елегантност и в резултат създава весели и привлекателни за публиката сантиментални и изискани комедии. Написал е над 120 опери и поредица от други по-малко известни вокални и инструментални композиции. Най-голяма популярност достига операта му „Добрата дъщеря“. До появата на Доменико Чимароза той е най-уважаваният оперен композитор в Европа.

## Ранни години
Николо Пичини е роден на 16 януари 1728 г. в град Бари, Неаполитанско кралство. Пълното му име е Вито Николо Марчело Антонио Джакомо Пичини (Vito Niccolò Marcello Antonio Giacomo Piccinni). Син е на музикант и отрано показва музикален талант. Въпреки това до ранните си юношески години е предопределен от семейството си да заеме свещеническа длъжност. През 1742 г. с финансовата помощ на архиепископа на Бари постъпва в консерваторията „Сан Онуфрий“ в Неапол, където се обучава в продължение на 12 години – първо с композитора Леонардо Лео, а след смъртта му и с Франческо Дуранте. Напуска консерваторията през 1754 г. и се отдава на композиране на комични опери, които постигат добър успех. През същата година представя в Неапол първата си опера „Разгневените жени“, която е приета твърде радушно.

## Италия
В началото се посвещава на създаване само на комични опери. Годината 1756 е ключова за композитора както в личен, така и в професионален план. Жени се за една от своите ученички Винченца Сибила, а премиерата на първата му опера на сериозна тематика „Зенобия“ е посрещната в неаполитанския театър „Сан Карло“ с ентусиазъм и става хит за времето си. Жена му, която е певица, не може да излиза на сцена след брака си и остава в дома им като домакиня.
През 1758 г. Пичини получава поръчка за написване на опера от театъра в Рим, за който през същата година създава „Александър в Индия“ по либрето на Пиетро Метастазио. Шедьовър на ранните му години е написаната през 1760 г., отново за римския театър, опера „Добрата дъщеря“ („La buona figliuola“, или „La cecchina“). Създадена е по либрето на Карло Голдони, базирано на романа „Памела, или наградената добродетел“ на Ричардсън. Със своята свежест и мелодична деликатност операта предизвиква голям ентусиазъм у римската публика и изстрелва с бързи темпове кариерата и известността му. Биографите му твърдят, че е написал тази опера само за 18 дни. Остава най-популярната опера от рода си в продължение на години в Италия. По-късно Верди я определя като „първата истинска италианска комична опера“.
В периода 1758 до 1773 г. композира над 50 опери, като премиерите на повече от 30 са в Неапол, а останалите – в Рим. Още доста от тях се представят във всички големи градове на страната. Със своите творби Пичини обогатява мелодиката на опера-буфа като внася в този жанр лиризъм, широко използва оперния оркестър, разнообразява формата на ариите, на ансамблите и особено на финала. Става втори капелмайстор в неаполитанската катедрала, преподава уроци по пеене и е органист в няколко манастира. През 1771 г. става и втори органист на кралската църква. Две години след това славата му в Рим е засенчена от композитора Паскуале Анфоси, но репутацията му в Неапол е непокътната. През 1774 г. прави основна преработка на операта си „Александър в Индия“, а една година след това създава комичната „I viaggiatori“.

## Париж
Пичини постига голяма известност в цяла Европа и през 1775 г. получава примамливо предложение и покана от кралица Мария Антоанета. Композиторът има 7 деца и трудностите по отглеждането им го принуждават да приеме една така добре платена работа. Пристига в Париж в края на следващата година и е назначен за директор на Кралската академия в града. Тук се посвещава изцяло на композиране на драматични опери от жанра опера серия. Бързо се сприятелява с привържениците на италианската опера, които са многобройни във френската столица. Особено близък става с Жан-Франсоа Мармонтел, историк, писател и либретист, член на Движението на енциклопедистите. Популярността му в Париж нараства дотолкова, че все още се носят слухове за почитателите му, които проявяват необичайна емоционалност на неговите спектакли.
По това време в Париж работи и немският композитор Кристоф Глук. Тук поставя своите реформаторски опери „Орфей и Евридика“ и „Алцеста“. В същия период, по внушение на Мармонтел, Пичини разработва опера по либрето на Philippe Quinault, либретист на Люли. Така през 1778 г. се появява „Роланд“, първата му опера на френски език, която става и първият му френски триумф, акламирана ентусиазирано дори от почитателите на Глук. Именно тя става причина за известния спор между привърженици на реформизма в оперните композиции на Глук и тези на италианския традиционализъм на Пичини. Двамата композитори остават съвсем чужди на този спор. Ръководството на операта в града обаче противопоставя италианеца на германеца Глук, като им поръчва написването на опера по един и същ сюжет. „Ифигения в Таврида“ на Глук е поставена на 18 май 1779 година, а „Ифигения в Таврида“ на Пичини – на 23 януари 1781 година. И двете опери са написани по либретото на Метастазио. Парижката публика се разделя на две ожесточено враждуващи фракции – „глукисти“ и „пичинисти“. Някои изкуствоведи разглеждат това противопоставяне като продължение на Войната на буфонистите, започнала в Париж през 50-те години на 18 век. Пичини успява да се издигне над караниците на двете групи и успешно адаптира стила си към френските изисквания. Като победител от противопоставянето на двете композиции излиза Глук. В пресата са публикувани оскърбителни сравнения, а Пичини изпитва горчивото чувство на разочарование. Но именно тази творческа война в голяма степен обезсмъртява италианския композитор, който остава в историята на музиката като съперник на Глук.
Антагонизмът между двете фракции обаче продължава да расте, по някои мнения изкуствено подклаждан, дори и след като Глук напуска Париж през 1780 г. По-късно се прави нов опит да бъдат противопоставени и превърнати в съперници Пичини и Антонио Сакини. След заминаването на Глук за Виена, Пичини побеждава в съперничеството със Сакини, ревностен последовател на немския композитор.
В творчеството си успешно успява да комбинира елементи от италианските и френски оперни традиции. Във френските си опери от този период показа голямо майсторство по отношение на драматичното темпо и времетраенето на различните сцени. Особено добре това се забелязва при финалите на неговите опери-буфа с бързите контрасти в темпото и промяна на структурата. Среща се и в адаптациите му на някои драматични опери, които пригажда за френската сцена. Оперите му „Атис“ (Atys) и „Le faux lord“ през 1780 г. отново му носят голям успех. Пичини е голям майстор и в използването на хора и балета, фаворитизирани от френския маниер на композиране на опери. Много добре му се отдава и включването на богат набор от инструменти в оперния оркестър. През същата година му е отпусната и пенсия от френския двор. В едно от изказванията си Моцарт отбелязва, че би искал да композира такива добри комични опери, като тези на Пичини.
През 1783 г. Пичини бележи голям успех и с операта си „Дидона“, след която започват да го сравняват и да го поставят над Сакини, Антонио Салиери и други водещи композитори. В периода 1778 – 1779 г. успешно режисира оперните постановки в театъра на Кралската академия, а по-късно и представленията в Кралското музикално училище, от което впоследствие възниква Парижката консерватория. Съвременникът му, композиторът Антонио Салиери, пише за него, че Пичини успява да покори дори слуха на дивите парижани.
В края на 1780-те променящите се европейски вкусове постепенно изтикват на заден план оперите на Пичини, а първенството и интересът на публиката все пак са спечелени от творбите на неговите сънародници Сакини и Салиери. Преживява и провала на някои от своите опери, включитерно и на „Пенелопа“, която създава през 1785 г. През 1791 г. загубва и пенсията си, отменена по време на Френската революция.

## Неапол
Завръща се в Неапол през 1791 г. Посрещнат е топло от неаполитанците и от самия Фердинанд IV, който го назначава на служба с добро заплащане. Посвещава се главно на композиране на църковна музика. Скоро обаче има сериозни затруднения от политическо естество. Заради женитбата на дъщеря му за изтъкнат френски якобинец той е обвинен, че е привърженик на якобинците. По тази причина от 1794 г. живее в продължение на 4 години под домашен арест и изпада в бедност. В продължение на 7 години композиторът води жалко и безпарично съществуване първо във Венеция, а след това в Неапол и Рим. През 1798 г. е освободен от подозрението и ареста, но вече е толкова огорчен, че бързо напуска Родината си.

## Отново в Париж
През същата година успява да замине отново за Париж, където публиката го посреща с ентусиазъм. Но и тук не му провървява особено, а финансите му са в сериозно затруднение. Пенсията му е частично възстановена и получава почетното назначение като шести инспектор в новооснованата Музикална консерватория. По това време обаче той е твърде болен, за да изпълнява задълженията си. Когато най-после успехът отново му се усмихва, здравето му вече е силно разклатено. Умира в Паси (днес част от френската столица) на 7 май 1800 г.

## Творчество
Пичини е централна фигура както в италианското, така и във френското оперно творчество. Комичните му творби се отличават с елегантност на стила будеща възхищение, с прогресивна структура и оркестрация. Той е пионер на нова композиционна форма на финала в комичната опера.(7) Неговите арии са пълни с нежен лиризъм и са подкрепени от прекрасен хармоничен съпровод. Много от най-известните му мелодии са публикувани и събрани в колекции на различни места из цяла Европа.(10)
Неговите сериозни опери на италиански и френски език отразяват гъвкавия му подход към оперната форма. При тях обаче той се стреми да запази неаполитански стил на композициите. Френските му произведения са създадени като синтез от италианския стил на неговото време и традиционните френски форми.
Пичини е плодовит композитор на 2 симфонии, 4 оратории, църковна музика, камерна музика, кантати, инструментални пиеси и много църковни композиции. Италианският композитор от онова време Сакини твърди, че Пичини е написал 300 опери, докато други негови съвременници, отчитат броя на оперите му на около 130. Неговият близък приятел, френският поет и музикален критик Pierre-Louis Ginguené, определя точния им брой на 130. По други данни оперите му не надвишават 120 броя.
Най-пълен списък на творбите му е изготвен от италианското списание за музика VIII, 75. В него са изредени повече от осемдесет работи и въпреки че последните му творби показват сериозно влиянието на френския и немския стил, те все пак принадлежат на италианската школа от 18 век.

## Памет
След смъртта му домът му в Стария град на Бари, е възстановен и на фасадата му е поставена паметна плоча. Оперният театър в града, основан през 1854 г. носи неговото име. Една от улиците на Бари също е кръстена на него.

## Потомци
- Луиджи Пичини (1766 – 1827) – един от синовете му също става композитор и създава предимно френски и италиански комични опери.[5]
- Луиджи Александро Пичини (1779 – 1850) – неговият внук е диригент и корепетитор в Париж и творчеството му е обърнато към мелодраматична и балетна музика.[5]